# OpenSky M-02
L'OpenSky M-02/M-02j è un motoaliante con motore a reazione giapponese ispirato al mehve, il velivolo usato dalla protagonista del manga ed anime del regista Hayao Miyazaki Nausicaä della Valle del vento. Si tratta di un aeromobile senza coda che va attivato in decollo e che permette un'ascesa della durata di 10 minuti, quindi pilotato senza motore come aliante. A giugno 2006, ne sono stati costruiti due prototipi, di cui uno ha completato con successo una serie di dieci voli di prova non alimentati, percorrendo una distanza di 98 metri e raggiunto un'altezza di 4 dopo essere stato trainato da un cavo elastico a trazione. Il progetto è stato ideato dall'artista Kazuhiko Hachiya e da Satoru Shinohe e realizzato da Aircraft Olympos. La versione installata con motore Jet, M-02J, ha avuto un volo dimostrativo pubblico nel giugno 2016 a Takikawa, Hokkaidō.

## Varianti
- Möwe 1/2 (メーヴェ1/2) — aeromobile realizzato in sub-scala e radiocomandato
- M-01 — aeromobile senza motore
- M-02 sono stati costruiti soltanto due prototipi di M-02: uno per la pratica di volo preliminare e l'altro per installare il motore Jet senza l'intenzione di una produzione in serie.[6]
  - M-02J (14 giugno 2007) un M-02 modificato con un esoreattore.[7] Il 14 aprile 2010 il veicolo M-02 è stato sottoposto ad un test high-speed taxi sulla pista del Fukusima Sky Park, al fine di valutarne la stabilità e l'accelerazione. Ulteriori dettagli sul gruppo motore a reazione sono disponibili e il motore ha una notevole separazione dalle pareti della gondola, al fine di consentire un migliore raffreddamento ed evitare che il telaio in legno e compensato corrano un rischio di incendio eccessivo.[8]